# 宽狭叶红景天
宽狭叶红景天（学名：Rhodiola kirilowii var. latifolia）为景天科红景天属下的一个变种。

## 扩展阅读
- 維基物種上的相關：宽狭叶红景天